# 1695 en musique classique
| \| • Retour à la chronologie générale de la musique classique • \| |
| Grèce • Rome • Haut Moyen Âge • VIIIe siècle • IXe siècle • Xe siècle • XIe siècle XIIe siècle • XIIIe siècle • XIVe siècle • XVe siècle • XVIe siècle • XVIIe siècle XVIIIe siècle • XIXe siècle • XXe siècle • XXIe siècle |
| • Retour à la chronologie générale de la musique classique • |

| Années en musique classique : 1692 - 1693 - 1694 - 1695 - 1696 - 1697 - 1698    |
| Décennies en musique classique : 1660 - 1670 - 1680 - 1690 - 1700 - 1710 - 1720 |

## Événements
- 12 avril : Theagène et Chariclée, tragédie lyrique de Henry Desmarest.
- 25 mai : Les amours de Momus, opéra-ballet de Henry Desmarest.
- The Indian Queen (la Reine des Indes), semi-opéra de Purcell.
- Florilegium primum, recueil de suites orchestrales de Georg Muffat

## Naissances

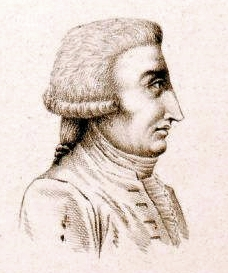
Pietro Locatelli

- 6 janvier : Giuseppe Sammartini, compositeur italien († 1750).
- 14 avril : Pietro Guarneri, luthier italien († 4 avril 1762).
- 1er mai : Pierre Saint-Sevin, violoncelliste et compositeur français († 1768).
- 3 septembre : Pietro Locatelli, compositeur italien († 30 mars 1764).
- 10 septembre : Johann Lorenz Bach, compositeur allemand († 14 décembre 1773).

Date indéterminée :
- François-Étienne Blanchet I, facteur de clavecin français († 1761).
- Antoine Calvière, organiste français († 18 avril 1755).

## Décès

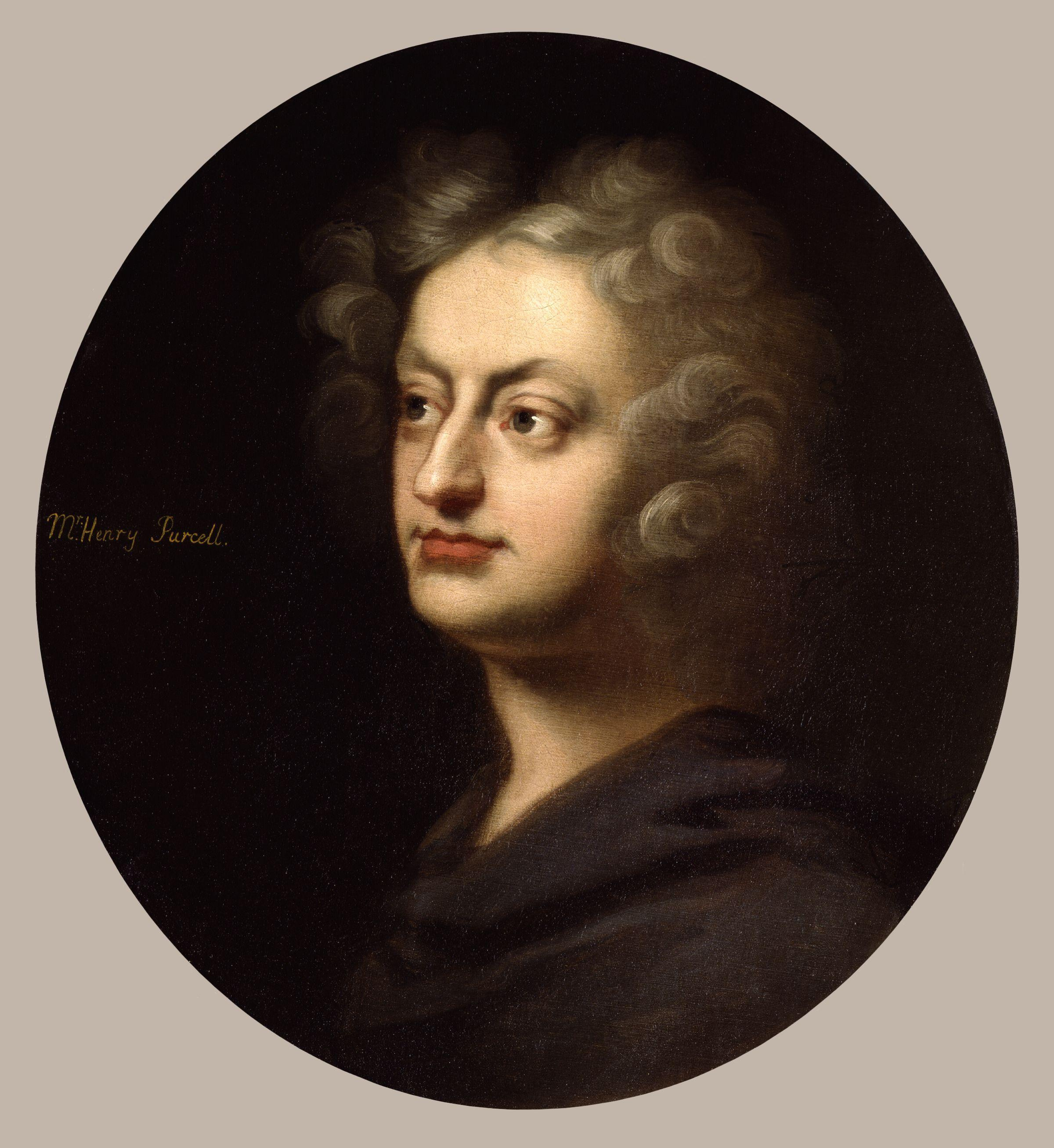
Henry Purcell

- 20 février : Johann Ambrosius Bach, musicien allemand (° 22 février 1645).
- 21 avril : Georg Caspar Wecker, compositeur et organiste allemand (baptisé le 2 avril 1632).
- 21 novembre : Henry Purcell, compositeur anglais (° 10 septembre 1659).
- 28 novembre : Giovanni Paolo Colonna, compositeur, enseignant, organiste et facteur d'orgue italien (° 16 juin 1637).
- 20 décembre : David Pohle, compositeur allemand (° 1624).
- 28 décembre : Fabrizio Fontana, organiste et compositeur italien (° 1620).